# Càstor de Galàcia
|  | No s'ha de confondre amb Càstor (escriptor). |

Càstor (grec antic: Κάστωρ, llatí: Castor) va ser un net del rei Deiòtar I de Galàcia que va morir a les seves mans.
Per un discurs de Ciceró, Pro Deiotaro, se sap que Càstor havia acusat Deiòtar davant de Juli Cèsar, dient que tenia intenció de matar-lo quan el va rebre a Galàcia, i també del fet que tenia intenció d'ajudar Quint Cecili Bas. Estrabó, en canvi, diu que Càstor era el gendre de Deiòtar, i que va ser executat pel seu sogre juntament amb la seva dona (filla de Deiòtar). L'enciclopèdia Suda diu que Deiòtar el va matar per haver-lo denunciat davant de Cèsar.